# 岩村暢子
岩村 暢子（いわむら のぶこ、1953年 - ）は、広告会社アサツー ディ・ケイ（現ADKホールディングス）、200Xファミリーデザイン室室長。現代家族論の著作で知られる。

## 人物・来歴
北海道出身。法政大学で心理学を学ぶ。食卓を定点観測の場として1960年以降に生まれた親たちが形成する、日本の新しい家族を明らかにする研究を行う。
1998年より、「食DRIVE」調査を継続的に実施している。1960年以降生まれの親世代までさかのぼる調査・研究実績もあり、第二次世界大戦後の日本人の生活史に詳しい。調査データにもとづき、現代社会の諸問題にも言及している。　

## 著作
- 「変わる家族 変わる食卓 真実に破壊されるマーケティング常識」勁草書房、2003　のち中公文庫
- 「〈現代家族〉の誕生 幻想系家族論の死」（勁草書房、2005年）「「親の顔が見てみたい!」調査 家族を変えた昭和の生活史」中公文庫
- 「普通の家族がいちばん怖い 徹底調査!破滅する日本の食卓」（新潮社、2007　のち文庫
- 『家族の勝手でしょ! 写真274枚で見る食卓の喜劇』新潮社 2010　のち文庫
- 『日本人には二種類いる 1960年の断層』新潮新書、2013
- 『残念な食卓――変わる家族、崩れる和食』中央公論新社、2025